# ザポリージャの民間人の車列へのミサイル攻撃
ザポリージャの民間人の車列へのミサイル攻撃（ザポリージャのみんかんじんのしゃれつへのミサイルこうげき）は、2022年2月24日に開始されたロシアのウクライナ侵攻中の2022年9月30日に、ウクライナのザポリージャでロシア軍が民間人の車列に向かってS-300ミサイルを発射した出来事。30人が死亡、88人が負傷したという。数時間後には、ロシアがザポリージャ州を含むウクライナの4地域を併合した。
BBCの現地リポーターは、現場には民間人とみられる6人の遺体が横たわっていると報じた。
欧州委員会の副委員長ジョセップ・ボレルは攻撃を非難し「Another heinous attack by Russia on civilians: this time a humanitarian convoy bringing vital help to people living in the non-government controlled areas of Zaporizhzhia」とツイートした。ウクライナの大統領であるウォロディミル・ゼレンスキーは、攻撃に関してロシアをテロ国家と呼んだ。